# Pevnost Rotterdam
Pevnost Rotterdam je pevnost ze 17. století nacházející se ve městě Makasar na indonéském ostrově Sulawesi. Jedná se o nizozemskou pevnost postavenou na základech původní pevnosti patřící sultanátu Gowa. První pevnost byla na tomto místě vybudována místním sultánem pravděpodobně okolo roku 1634, aby zajišťovala obranu proti nizozemským nájezdům. Na základě Dohody z Bongajy připadla pevnost Nizozemcům, kteří ji v letech 1673 až 1679 přestavěli. Pevnost má šest bašt a obklopovaly ji sedmimetrové hradby a dvoumetrový příkop. Až do 30. let 20. století sloužila pevnost jako nizozemská oblastní vojenská a správní základna. V 70. letech 20. století byla rozsáhle zrekonstruována a přeměněna na kulturní a vzdělávací centrum a místo pro konání hudebních a tanečních vystoupení.

## Historie

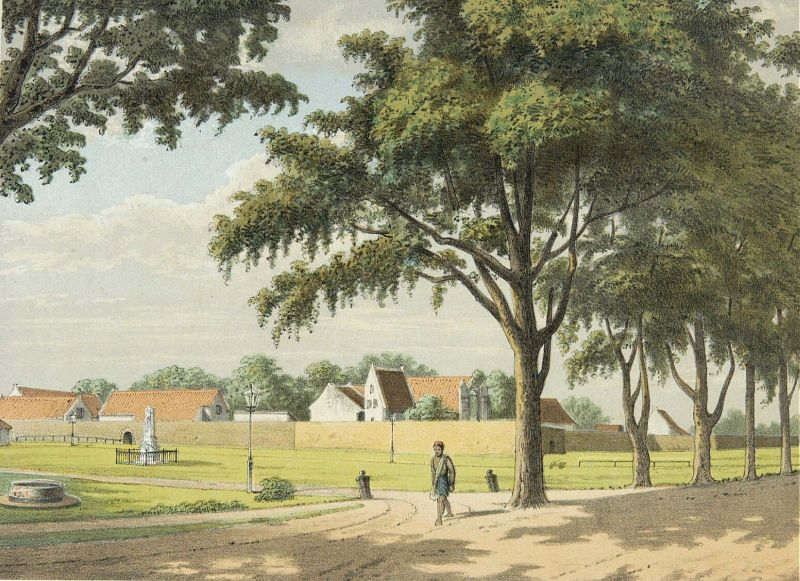
Pohled na pevnost, konec 19. století

Pevnost Rotterdam byla vybudována na místě bývalé makasarské pevnosti zvané Ujung Pandang. Ačkoliv někteří autoři jako Mattulada kladou počátky původní pevnosti do roku 1545, neexistující přímé důkazy pro toto tvrzení. Pravděpodobnější se zdá jako datum vzniku původní pevnosti rok 1634, kdy na rozkaz makasarských vládců probíhala fortifikační výstavba, jež byla odpovědí na válku se Sjednocenou východoindickou společností, jež vypukla téhož roku.
V roce 1667 přešla pevnost na základě Dohody z Bongajy pod nizozemskou správu. Tato smlouva byla uzavřena po porážce Sultanátu Gowa v makasarských válkách. Na popud nizozemského admirála Cornelise Speelmana byla pevnost v následujících letech kompletně přestavěna a stala se centrem koloniální nizozemské vlády na Sulawesi. Pevnost byla také přejmenována na Rotterdam na počest Speelmanova místa narození. Během této přestavby získala svých šest bašt a také tvar želvy. Tato podoba dala pevnosti přezdívku Benteng Penyu (pevnost mořské želvy).
Kámen pro vybudování pevnosti pocházel z krasového pohoří u města Maros a vápenec pocházel z ostrova Selayar. Po jávských válkách, které probíhaly v letech 1825 až 1830, byl jávanský princ a pozdější národní hrdina Diponegoro v pevnosti roku 1830 uvězněn a v pevnosti zůstal až do své smrti v roce 1855. Během druhé světové války byla pevnost využívána Japonci jako zajatecký tábor.
Pevnost zůstala oblastní nizozemskou vojenskou a správní základnou až do 30. let 20. století. Po roce 1937 pevnost již nesloužila svému původnímu obrannému účelu. Během krátké japonské okupace byla pevnost užívána také jako výzkumné středisko pro lingvistiku a zemědělství a po jejich odchodu pouze chátrala. V 70. letech 20. století byla pevnost nákladně zrekonstruována.

## Popis pevnosti
Pevnost Rotterdam se nachází v centru města Makasar. Rozkládá se na čtvercovém půdorysu a obklopena byla sedmimetrovými hradbami. Původně byla vybavena šesti baštami z nichž je pět stále viditelných. Jedná se o Bastion Bonie na západě, Bastion Boeton na severozápadě, Bastion Batjang na jihozápadě, Bastion Mandassar na severovýchodě a Bastion Amboina na jihovýchodě. Poslední Bastion Ravelin se nezachoval. Některé z bašt jsou dosud osazeny děly. Po celém obvodu byla pevnost obklopena dva metry hlubokým příkopem, který se však zachoval pouze v jihozápadní části.